# Motatapu (rivière)

La rivière Motatapu  (en anglais : Motatapu River) est un cours d’eau de la région d’Otago dans l’Île du Sud de la Nouvelle-Zélande.

## Géographie
Elle est située près de la ville de Wanaka dans le District de  Queenstown Lakes. C’est un  affluent de la rivière  Matukituki.
(en) Land Information New Zealand, « détail emplacement: Motatapu (rivière) », sur New Zealand Gazetteer